# Quicksand (groupe)
Pour les articles homonymes, voir Quicksand.
Quicksand est un groupe de post-hardcore américain, originaire de New York. Formé en 1990, le groupe fait paraître un EP homonyme avant deux albums majeurs, Slip et Manic Compression. La musique de Quicksand est comparée à celle des groupes post-hardcore et metal alternatif Fugazi et Helmet. Le groupe participe à de nombreuses tournées afin de promouvoir ses albums mais ne parvient pas à se populariser comme le souhaitaient ses labels. Ces facteurs, accompagnés d'un stress permanent au sein du groupe, mènent à leur séparation d'abord en 1995 puis encore une fois en 1999, un an et demi après leur reformation. En juin 2012, Quicksand se réunit de nouveau lors d'une soirée spéciale et joue depuis dans de nombreuses tournées.

## Biographie

### Formation (1990)
Les musiciens qui formeront Quicksand sont au départ ancré dans la scène hardcore de New York. Le chanteur et guitariste Walter Schreifels, le membre principal de Gorilla Biscuits et bassiste de Youth of Today, structure la formation du groupe depuis un ancien groupe déchu, Moondog. Le guitariste Tom Capone forme Long Island's Beyond (qui fait paraître une démo et un LP via le label Combined Effort Records) et est un ancien membre de Bold, qui a participé à l'écriture de l'album Looking Back. Le batteur Alan Cage est un ancien membre du groupe de hardcore expérimental Burn et de Capone in Beyond. Le bassiste Sergio Vega est un ancien membre de Collapse et futur membre de Absolution.

### Sorties, tournées et séparation (1990–1995)
Quicksand fait paraître un EP de quatre titres, Quicksand, distribué par le label hardcore indépendant Revelation Records six semaines après leur formation. Le groupe participe à quelques concerts et à des tournées en Amérique du Nord et en Europe aux côtés de Helmet, Fugazi, Rage Against the Machine, Anthrax, et White Zombie. Ces tournées leur permettent de conclure un contrat avec Polydor Records pour la sortie de leur premier album, Slip le 9 février 1993, avec Dine Alone comme leur premier single. L'album présente également deux chansons éditées extraites de leur EP Quicksand (Omission et Unfulfilled). L'année suivante, le groupe part en tournée avec The Offspring, dans 250 date afin de promouvoir leur album. Le 28 février 1995, ils font paraître leur album à succès Manic Compression sur Island Records, et rejoignent de nouveau The Offspring dans une tournée européenne. Manic Compression atteint la 135e place du classement américain Billboard 200 et la 9e place des Heatseakers, permettant à Quicksand de se rendre au Vans Warped Tour. Malheureusement, un conflit interne et un stress permanent au sein du groupe mène à sa séparation en octobre 1995, alors qu'il est au sommet de son succès.

### Réunion et album non terminé (1997–1999)
À la suite de la séparation de Quicksand, Walter Schreifels lance son projet World's Fastest Car et produit le groupe de punk hardcore CIV. Tom Capone rejoint le supergroupe Handsome de l'ancien guitariste de Helmet Peter Mengede, qui fait paraître un album homonyme en 1997. Sergio Vega lance son projet solo nommé Fully.
En 1997, des rumeurs se répandent concernant une éventuelle reformation du groupe au Revelation Night at Brownies lors de la CMJ Music Conference en septembre la même année. Cependant, la première apparition publique de Quicksand depuis leur séparation en 1995 ne se fait pas avant le 6 février 1998 à Osaka, au Japon. En août 1998, ils entrent aux Carriage House Studios de Stamford, dans le Connecticut, aux côtés du producteur Steven Haigler afin d'enregistrer de nouvelles chansons pendant les six mois à venir. Après leur première performance nord-américaine le 26 septembre 1998 à Boulder, dans le Colorado, ils sont invités à effectuer une tournée avec Deftones et Snapcase, et commencent le 3 novembre 1998 ce que devait être leur dernière tournée. Quicksand retourne ensuite en studio pour achever leur nouvel album ; malgré le succès de leur tournée, les tensions refont surface et le groupe se sépare de nouveau fin 1999.

### Activités post-Quicksand (1999–2012)
Walter Schreifels forme par la suite un groupe rock alternatif Rival Schools avec son ancien camarade et batteur de CIV, Sammy Siegler, et fait paraître l'album United by Fate en 2001 (avant de se séparer en 2003) Schreifels devient membre de Walking Concert sur son label indépendant Some Records. À cette période, Schreifels mixe de temps à autre lors de performances acoustiques. En 2008, Rival Schools se reforme pour jouer dans quelques festivals, et fait paraître en 2011 un second album, Pedals. Tom Capone devient guitariste pour Instruction. Sergio Vega devient bassiste pour Deftones, remplaçant Chi Cheng en tournée en 1999 et depuis 2009, puis recruté par le groupe pour l'album Diamond Eyes, commercialisé le 4 mai 2010. Alan Cage contribue à l'album Hooray for Dark Matter du groupe Enemy en 2005, puis travaille par la suite avec New Idea Society et le groupe hardcore 108.

### Seconde reformation (depuis 2012)
Le 10 juin 2012, Quicksand participe à la quatrième nuit des Revelation Records 25th Anniversary Shows au Glass House de Pomona, en Californie. Les membres du groupe reviennent de nouveau sur scène après 13 ans, jouant cinq chansons dont une reprise de la chanson How Soon Is Now? des Smiths. Quicksand joue depuis au Bowery Ballroom de New York le 24 août, au Music Hall of Williamsburg de Brooklyn, New York, le 25 août, et au FYF Fest de Los Angeles, Californie, le 1er septembre. En janvier 2013, Quicksand participe à leur première tournée nord-américaine en 15 ans. Ils jouent également au Pukkelpop Festival (The Shelter stage) de Hasselt, en Belgique le 15 août 2013. Le 18 juillet 2013, Quicksand poste une photo (depuis retirée) sur Twitter de leurs nouvelles activités en studio.
Fin août 2017, Quicksand annonce la sortie d'un nouvel album pour le 10 novembre 2017, un premier titre est dévoilé : Illuminant.

## Discographie

### Albums studio
- 1993 : Slip
- 1995 : Manic Compression
- 2017 : Interiors
- 2021 : Distant Populations

### EPs et singles
- 1990 : Quicksand
- 1992 : Dine Alone
- 1993 : Fazer
- 1993 : Dine Alone (CD single)
- 1993 : Omission (CD single)
- 1993 : Freezing Process (CD single)
- 1994 : Divorce (7" single)
- 1995 : Thorn in My Side
- 1995 : Delusional

### Compilations
- 1993 : CBGB 20th Anniversary Compilation
- 1995 : Hit Me: The Island Summer Sampler
- 1995 : Hits Rock – New Sckoool, Volume I
- 2002 : Revelation 100: A 15 Year Retrospective